# What Demoralized the Barbershop
What Demoralized the Barbershop is een Amerikaanse film uit 1898. De film werd gemaakt door William Heise voor de Edison Manufacturing Company.

## Verhaal
Het mannelijk personeel van een kapperszaak weet niet wat hen overkomt wanneer twee vrouwen voorbij het raam lopen en hun benen tonen aan de mannen.